# Rhythm Hunter: HarmoKnight
Rhythm Hunter: HarmoKnight (リズムハンター ハーモナイト, Rizumu Hantā: HāmoNaito) est un jeu de rythme et de plateformes sur Nintendo 3DS développé par Game Freak, compagnie connue pour les jeux vidéo Pokémon. Le jeu est sorti au Japon, le 5 septembre 2012, comme téléchargeable sur le Nintendo eShop, et le 28 mars 2013 en Europe et en Amérique du Nord.
Le personnage principal de ce jeu est Tempo en compagnie de Tappy le Lapin.

## Trame
Sur la planète musicale Melodia, un petit garçon nommé Tempo s'entraîne aux côtés de son ami lapin Tappy.
Un jour, une pluie de météores tombe sur Melodia, amenant le méchant Gargan et son armée de Discordoïdes avec elle. Après avoir trouvé une mystérieuse crosse légendaire, Tempo est alors envoyé par son maître Boisil pour explorer la cité de Symphonica et sauver sa princesse Ariana.

## Développement
Le développement d'HarmoKnight débute grâce à un changement de l'équipe interne de Game Freak, laissant la possibilité à ses employés de travailler sur de nouveaux projets tout en travaillant sur les jeux Pokémon. Il a ainsi été pensé par James Turner et rejoint par Shigeru Ohmori (en), un des concepteurs de plusieurs jeux de la série principale de Pokémon. HarmoKnight est édité par Nintendo sur Nintendo 3DS.
Le jeu a été annoncé lors du Nintendo Direct du 29 août 2012 à la suite duquel une démonstration gratuite est apparue sur le Nintendo eShop japonais puis le 14 mars 2013 pour le reste du monde.
Le jeu est sorti au Japon le 5 septembre 2012 comme téléchargeable sur le Nintendo eShop

## Accueil
Le site Jeuxvideo.com note le jeu à 14/20.
HarmoKnight a reçu des critiques favorables selon le site Metacritic avec un taux de 73%.